# 諾德施泰特
諾德施泰特（德語：Norderstedt）是位於德意志聯邦共和國北部石勒苏益格-荷尔斯泰因州塞格貝格縣的一個市镇。屬漢堡都市圈的一部分。人口約有7萬5千人，為石勒苏益格-荷尔斯泰因州內第五大城市。

## 友好城市
- 法國马罗姆 1966年
- 英国奥德比和威格斯顿（英语：Oadby and Wigston） 1977年
- 荷蘭兹韦恩德雷赫特 1981年
- 爱沙尼亚科赫特拉-耶爾韋 1989年